# Lamoura
Lamoura és un municipi francès situat al departament del Jura i a la regió de Borgonya - Franc Comtat. L'any 2007 tenia 548 habitants.

## Demografia

### Població
El 2007 la població de fet de Lamoura era de 548 persones. Hi havia 235 famílies de les quals 71 eren unipersonals (42 homes vivint sols i 29 dones vivint soles), 75 parelles sense fills i 89 parelles amb fills.
La població ha evolucionat segons el següent gràfic:
Habitants censats

### Habitatges
El 2007 hi havia 599 habitatges, 236 eren l'habitatge principal de la família, 349 eren segones residències i 13 estaven desocupats. 318 eren cases i 273 eren apartaments. Dels 236 habitatges principals, 140 estaven ocupats pels seus propietaris, 77 estaven llogats i ocupats pels llogaters i 19 estaven cedits a títol gratuït; 7 tenien una cambra, 34 en tenien dues, 48 en tenien tres, 64 en tenien quatre i 83 en tenien cinc o més. 193 habitatges disposaven pel capbaix d'una plaça de pàrquing. A 119 habitatges hi havia un automòbil i a 103 n'hi havia dos o més.

### Piràmide de població
La piràmide de població per edats i sexe el 2009 era:
| Homes | Edats   | Dones |
| ----- | ------- | ----- |
| 0     | 95 o +  | 0     |
| 0     | 90 a 94 | 0     |
| 4     | 85 a 89 | 4     |
| 0     | 80 a 84 | 0     |
| 16    | 75 a 79 | 4     |
| 16    | 70 a 74 | 20    |
| 8     | 65 a 69 | 12    |
| 4     | 60 a 64 | 0     |
| 4     | 55 a 59 | 0     |
| 20    | 50 a 54 | 20    |
| 20    | 45 a 49 | 20    |
| 12    | 40 a 44 | 4     |
| 28    | 35 a 39 | 28    |
| 20    | 30 a 34 | 20    |
| 12    | 25 a 29 | 20    |
| 12    | 20 a 24 | 0     |
| 8     | 15 a 19 | 4     |
| 4     | 10 a 14 | 20    |
| 12    | 5 a 9   | 20    |
| 12    | 0 a 4   | 20    |

## Economia
El 2007 la població en edat de treballar era de 379 persones, 330 eren actives i 49 eren inactives. De les 330 persones actives 316 estaven ocupades (161 homes i 155 dones) i 14 estaven aturades (4 homes i 10 dones). De les 49 persones inactives 19 estaven jubilades, 20 estaven estudiant i 10 estaven classificades com a «altres inactius».

### Ingressos
El 2009 a Lamoura hi havia 225 unitats fiscals que integraven 542,5 persones, la mediana anual d'ingressos fiscals per persona era de 20.811 €.

### Activitats econòmiques
Dels 57 establiments que hi havia el 2007, 1 era d'una empresa extractiva, 1 d'una empresa alimentària, 3 d'empreses de fabricació d'altres productes industrials, 5 d'empreses de construcció, 9 d'empreses de comerç i reparació d'automòbils, 1 d'una empresa de transport, 11 d'empreses d'hostatgeria i restauració, 1 d'una empresa financera, 1 d'una empresa immobiliària, 3 d'empreses de serveis, 18 d'entitats de l'administració pública i 3 d'empreses classificades com a «altres activitats de serveis».
Dels 13 establiments de servei als particulars que hi havia el 2009, 1 era una oficina bancària, 4 guixaires pintors, 1 electricista, 1 veterinari, 5 restaurants i 1 agència immobiliària.
Dels 8 establiments comercials que hi havia el 2009, 1 era una botiga de més de 120 m², 2 fleques, 1 una fleca, 3 botigues de material esportiu i 1 una perfumeria.
L'any 2000 a Lamoura hi havia 7 explotacions agrícoles que ocupaven un total de 368 hectàrees.

## Equipaments sanitaris i escolars
L'únic equipament sanitari que hi havia el 2009 era una farmàcia.
El 2009 hi havia una escola elemental integrada dins d'un grup escolar amb les comunes properes formant una escola dispersa.

## Poblacions més properes
El següent diagrama mostra les poblacions més properes.